# Barur, Sagar
Barur là một làng thuộc tehsil Sagar, huyện Shimoga, bang Karnataka, Ấn Độ.